# Stöckach (Neustadt an der Aisch)
Stöckach ist ein Gemeindeteil der Kreisstadt Neustadt an der Aisch im Landkreis Neustadt an der Aisch-Bad Windsheim (Mittelfranken, Bayern). Stöckach liegt in der Gemarkung Unterschweinach.

## Geografie
Der Weiler liegt am Schweinachbach, einem rechten Zufluss der Aisch. Einen Kilometer südwestlich des Ortes erhebt sich der Ellenberg. Eine Gemeindeverbindungsstraße führt nach Unterschweinach (0,8 km südöstlich) bzw. nach Birkenfeld zur Bundesstraße 470 (2 km nordwestlich).

## Geschichte
Der Ort wurde 1370 als „Stockech“ erstmals urkundlich erwähnt. Der Ortsname verweist auf die vorausgegangene Landgewinnung durch Schwenden (Stock mit angehängten Kollektivsuffix -ech).
Gegen Ende des 18. Jahrhunderts gab es in Stöckach drei Anwesen (2 Halbhöfe, 1 Mühle). Das Hochgericht übte das brandenburg-bayreuthische Stadtvogteiamt Neustadt an der Aisch aus. Die Dorf- und Gemeindeherrschaft und die Grundherrschaft über alle Anwesen hatte das Klosteramt Birkenfeld.
Von 1797 bis 1810 unterstand der Ort dem Justizamt Dachsbach und Kammeramt Neustadt. Im Rahmen des Gemeindeedikts wurde Stöckach dem 1811 gebildeten Steuerdistrikt Oberroßbach und der 1813 gegründeten Ruralgemeinde Oberroßbach zugeordnet. Mit dem Zweiten Gemeindeedikt (1818) wurde es in die neu gegründete Ruralgemeinde Unterschweinach umgemeindet. Am 1. Juli 1969 wurde Stöckach nach Neustadt an der Aisch eingemeindet.

## Einwohnerentwicklung
| Jahr      | 001818 | 001840 | 001861 | 001871 | 001885 | 001900 | 001925 | 001950 | 001961 | 001970 | 001987 |
| Einwohner | 28     | 28     | 31     | 20     | 26     | 26     | 19     | 37     | 21     | 19     | 18     |
| Häuser    | 4      | 4      |        |        | 4      | 4      | 4      | 3      | 4      |        | 4      |
| Quelle    | [ 10 ] | [ 11 ] | [ 12 ] | [ 13 ] | [ 14 ] | [ 15 ] | [ 16 ] | [ 17 ] | [ 18 ] | [ 19 ] | [ 1 ]  |

## Religion
Der Ort ist seit der Reformation evangelisch-lutherisch geprägt und gehört bis heute zur Kirchengemeinde St. Maria (Birkenfeld), die eine Filiale von St. Katharina (Schauerheim) ist. Die Katholiken sind nach St. Johannis Enthauptung (Neustadt an der Aisch) gepfarrt.